# Котранська волость
Котранська волость — історична адміністративно-територіальна одиниця Пружанського повіту Гродненської губернії Російської імперії (волость). Волосний центр — село Котра.
Станом на 1885 рік складалася з 11 поселень, 7 сільських громад. Населення — 1 971 особа, 152 дворові господарства, 8 412 десятин землі (2 937 — орної).

## У складі Польщі
Після анексії Полісся Польщею волость отримала назву ґміна Котра Пружанського повіту Поліського воєводства Польської республіки (гміна). Адміністративним центром було село Котра.
1 квітня 1932 р. розпорядженням Міністра внутрішніх справ Польщіліквідовано ґміну Котра і приєднано населені пункти до:
- ґміни Руднікі — села: Янівці, Клепачі, Красне, Лихачі, Німковичі, Постолове, Мокре і Кушле, маєтки: Зеновіль, Видне, Чорні Лози й Устронь, прихисток: Клітки, околиця: Лежайка, військові селища: Агатове і Чорні Лози, хутори: Мокре і Гозділки, лісничівка: Хмелище, фільварок: Агатове і землі православної парафії Мокре;
- ґміни Сухополь — села: Бакуни, Радецьк, Котра, Лихосільці й Піски, прихистки: Навіз, Сичівка, Мар'ямпіль, Рукавець, Доброволя I, Доброволя II, Залісся, Юзефин і Мар'їне-Дорошин та хутір: Тисьменник, землі православної парафії Котра і державні ліси на території ґміни;
- ґміни Шерешув — село: Велике Село.